# Marché de Smolensk
Le Marché de Smolensk est un marché de Moscou connu depuis le XVIIIe siècle. Il occupait une partie de la Ceinture des Jardins, correspondant actuellement à la Place de Smolensk (ru) et au Protochny pereoulok (ru).

## Histoire
En 1820, quand les remparts qui entourent Moscou sont détruits, et les fossés comblés, une grande place est aménagée à l'intersection de la rue Arbat et de la vieille route de Smolensk (ru). Un marché apparait sur cette place. Il sera rapidement appelé le marché de Smolensk.  
On peut y acheter chaque dimanche, au milieu du XIXe siècle des collections de minéraux, des objets d'occasion, de vieux instruments, des livres, des objets ménagers ou de décoration.   
En 1875, la douma municipale fait construire au centre de la place un grand édifice d'un étage. Il est destiné à la vente de viande, de légumes et d'autres produits alimentaires qui se dégradent rapidement. La place n'est cependant pas suffisante pour toutes les marchandises, et elles continuent à être aussi vendues de la main à la main. Dans les maisons dont les façades s'ouvrent sur la place, s'ouvrent des boutiques, des auberges et des brasseries.  
Entre 1917 et 1920, d'anciens aristocrates se mêlent aux commerçants. Ils écoulent leurs objets et biens mobiliers. Une « allée française » se créée sur le marché, ou d'ex « grandes dames », parlant français, sont vendeuses.  
Les autorités soviétiques ferment le marché au milieu des années 1920. Un grand immeuble de quatre étages est construit à sa place en 1928, d'après un projet de l'architecte Vladimir Mart (ru). Il a abrité ensuite un magasin « Gastronome ».   

Marché de Smolensk
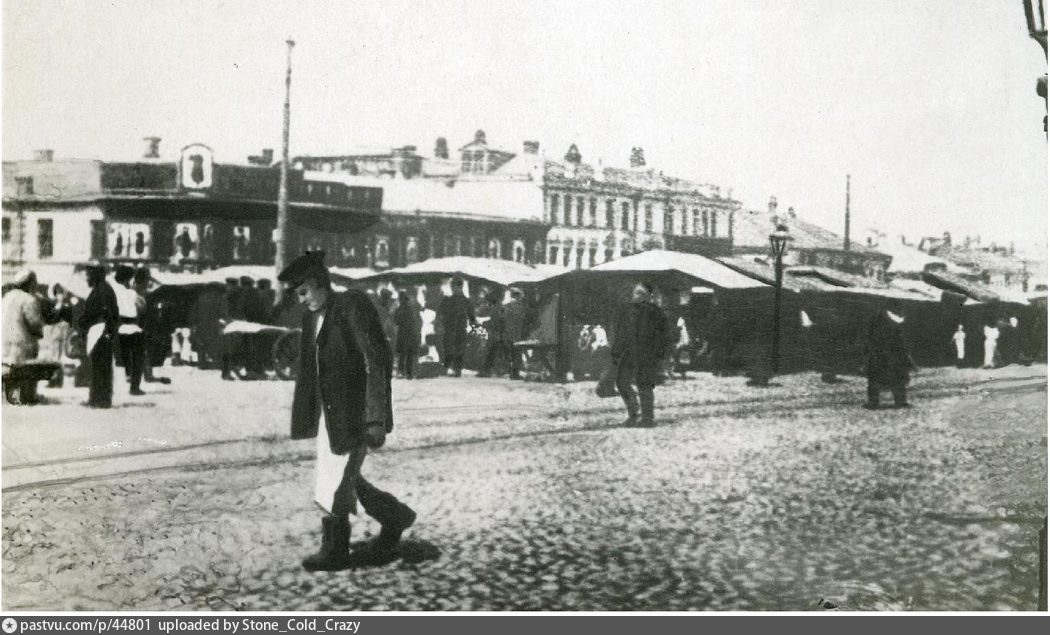
1890
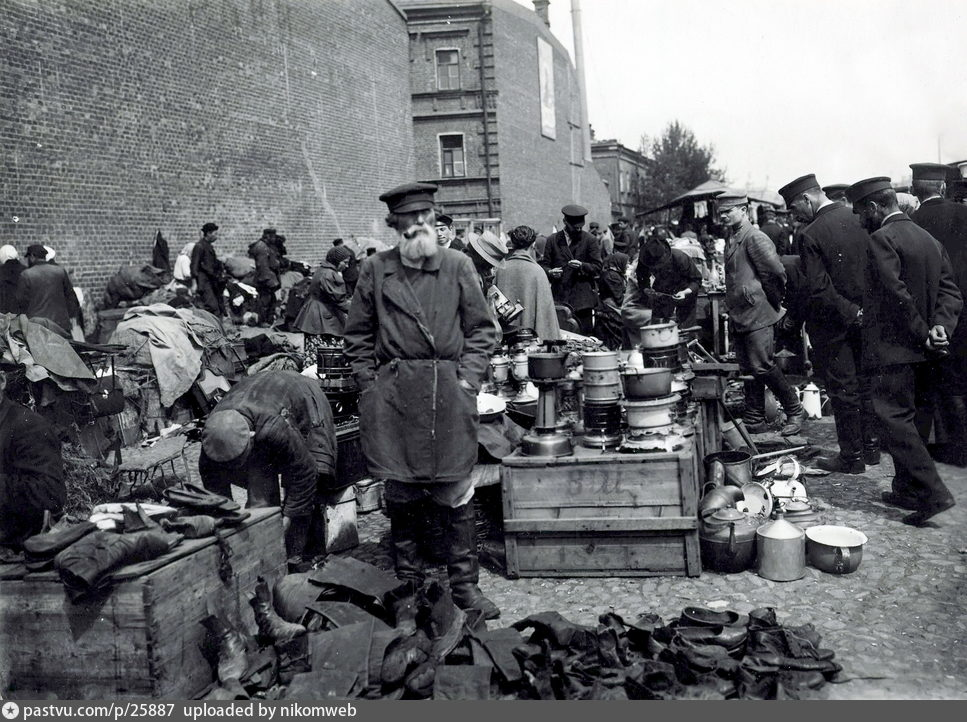
1904
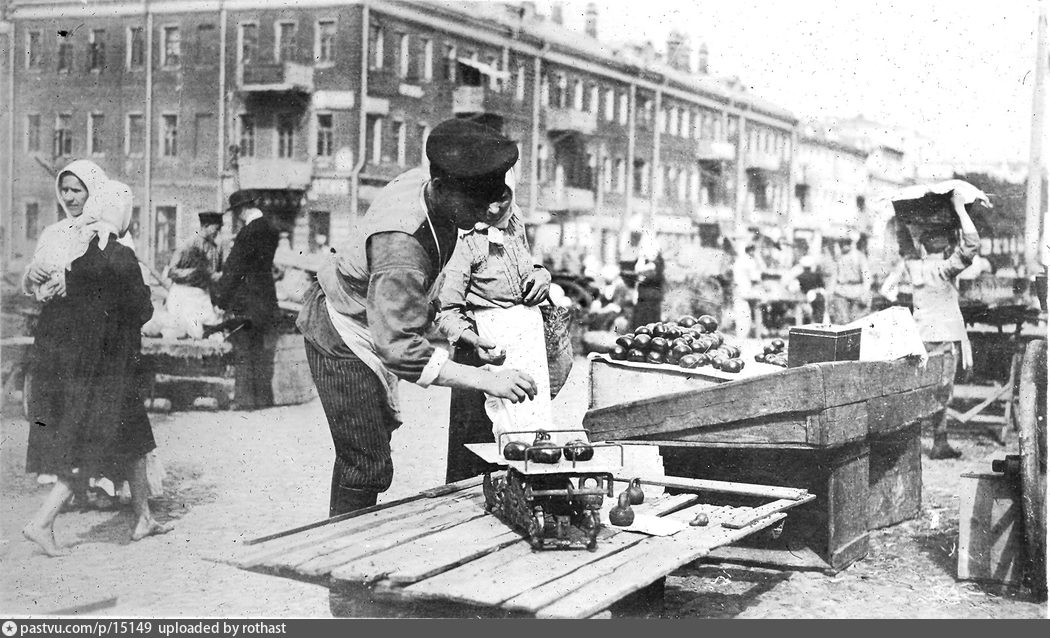
1917